# Giro de Emília de 2020
A 103.ª edição da clássica ciclista Giro de Emília foi uma carreira na Itália que se celebrou a 18 de agosto de 2020 sobre um percurso de 199,7 quilómetros com início na cidade de Bolonha e final na cidade de San Luca.
A carreira fez parte do UCI Europe Tour de 2020, e a inauguração do UCI ProSeries de 2020. O vencedor foi o russo Aleksandr Vlasov da Team Astana seguido do português João Almeida da Deceuninck-Quick Step e o italiano Diego Ulissi dUAE Team Emirates.

## Equipas participantes
Tomaram parte na carreira 25 equipas: 8 de categoria UCI World Team; 8 de categoria Profissional Continental; e 8 de categoria Continental e uma seleção nacional. Formando assim um pelotão de 167 ciclistas dos que acabaram 68. As equipas participantes foram:
| Equipes WorldTeam (8)- Bahrain McLaren - Bora-Hansgrohe - Trek-Segafredo - Ineos - Astana - Deceuninck-Quick Step - UAE Team Emirates - NTT Pro Cycling Equipes ProTeam (8)- Androni Giocattoli-Sidermec - Bardiani CSF Faizanè - Vini Zabù-KTM - Circus-Wanty Gobert - Alpecin-Fenix - Gazprom-RusVelo - Rally Cycling - Bingoal-Wallonie Bruxelles Equipes Continentais (8)- Colombia Tierra de Atletas-GW Bicicletas - Giotti Victoria-Palomar - D'Amico UM Tools - Beltrami TSA-Marchiol - Sangemini-Trevigiani-MG.Kvis - Work Service Dynatek Vega - General Store Essegibi F.lli Curia - Team Colpack-Ballan Equipe nacional- Itália |
| |

## Classificação final
- As classificações finalizaram da seguinte forma:[3][4]

| \| Classificação geral \| Classificação geral \| Classificação geral \| Classificação geral \| Classificação geral \| \| Ciclista \| Ciclista \| Equipe \| Tempo \| \| \| ------------------- \| ------------------- \| --------------------- \| ------------------- \| ------------------- \| \| 1. \| Aleksandr Vlasov \| Astana \| 4h59m41s \| \| \| 2. \| João Almeida \| Deceuninck-Quick Step \| + 9s \| \| \| 3. \| Diego Ulissi \| UAE Team Emirates \| + 18s \| \| \| 4. \| Edward Dunbar \| Team Ineos \| + 21s \| \| \| 5. \| Andrea Bagioli \| Deceuninck-Quick Step \| + 24s \| \| \| 6. \| Jakob Fuglsang \| Astana \| + 29s \| \| \| 7. \| Vincenzo Nibali \| Trek-Segafredo \| + 46s \| \| \| 8. \| Giulio Ciccone \| Trek-Segafredo \| + 1m32s \| \| \| 9. \| Giovanni Visconti \| Vini Zabù-KTM \| + 2m41s \| \| \| 10. \| Gianluca Brambilla \| Trek-Segafredo \| + 2m41s \| \| |                    |                       |          |
| |                    |                       |          |
| Fonte: ProCyclingStats |                    |                       |          |
| Classificação geral |                    |                       |          |
| Ciclista | Ciclista           | Equipe                | Tempo    |
| 1. | Aleksandr Vlasov   | Astana                | 4h59m41s |
| 2. | João Almeida       | Deceuninck-Quick Step | + 9s     |
| 3. | Diego Ulissi       | UAE Team Emirates     | + 18s    |
| 4. | Edward Dunbar      | Team Ineos            | + 21s    |
| 5. | Andrea Bagioli     | Deceuninck-Quick Step | + 24s    |
| 6. | Jakob Fuglsang     | Astana                | + 29s    |
| 7. | Vincenzo Nibali    | Trek-Segafredo        | + 46s    |
| 8. | Giulio Ciccone     | Trek-Segafredo        | + 1m32s  |
| 9. | Giovanni Visconti  | Vini Zabù-KTM         | + 2m41s  |
| 10. | Gianluca Brambilla | Trek-Segafredo        | + 2m41s  |